# توپولوف پک دا
توپولوف پک دی‌ای یا PAK DA ( روسی: ПАК ДА ، روسی: Перспективный авиационный комплекс дальней авиации ' ' مجموعه هوایی آینده نگر برای حمل و نقل هوایی با برد طولانی " ' )،  نسل بعدی بمب افکن استراتژیک رادار گریزروسیه است که توسط توپولف برای نیروی هوایی روسیه در حال توسعه می‌باشد.  PAK DA قرار است انواع هواپیماهای های قدیمی ، یعنی Tupolev Tu-95 در سرویس نیروی هوایی روسیه جایگزین کند.  اولین پرواز برای ۲۰۲۵-۲۰۲۶با تولید سریال در ۲۰-۲۰۲۹ برنامه ریزی شده است. 
پارامترهای فنی هواپیما باید شامل سرعت زیر صوتی، ۱۲۰۰۰کیلومتر برد عملیاتی و امکان حمل بارهای معمولی و هسته ای تا ۳۰تن باشد. 
هواگردهای با عملکرد، پیکربندی و یا دوره زمانی مشابه
- Northrop Grumman B-21 Raider
- Xian H-20

فهرست‌های مرتبط
- List of bomber aircraft